# Faisceau de Gowers
Dans le système nerveux, le faisceau de Gowers aussi appelée voie spinocérébelleuse croisée ou ventrale conduit les informations proprioceptives inconscientes des membres inférieurs et du corps vers l'hémicervelet ipsilatéral (du même côté) après une double décussation (une première fois dans la moelle cervicale et une deuxième fois dans la substance blanche du cervelet). Les informations transmises par cette voie sont aussi transmises de façon redondante par le faisceau de Flechsig empruntant un chemin différent. Ce dernier se distingue du faisceau de Gowers par l'absence de croisement avant d'atteindre l'hémicervelet.
L'équivalent pour les membres supérieurs et le cou de ce faisceau est le faisceau spinocérébelleux rostral.  